# Abigail (film, 2019)
 (août 2024).
La mise en forme du texte ne suit pas les recommandations de Wikipédia : il faut le « wikifier ».
Les points d'amélioration suivants sont les cas les plus fréquents. Le détail des points à revoir est peut-être précisé sur la page de discussion.
- Les titres sont pré-formatés par le logiciel. Ils ne sont ni en capitales, ni en gras.
- Le texte ne doit pas être écrit en capitales (les noms de famille non plus), ni en gras, ni en italique, ni en « petit »…
- Le gras n'est utilisé que pour surligner le titre de l'article dans l'introduction, une seule fois.
- L'italique est rarement utilisé : mots en langue étrangère, titres d'œuvres, noms de bateaux, etc.
- Les citations ne sont pas en italique mais en corps de texte normal. Elles sont entourées par des guillemets français : « et ».
- Les listes à puces sont à éviter, des paragraphes rédigés étant largement préférés. Les tableaux sont à réserver à la présentation de données structurées (résultats, etc.).
- Les appels de note de bas de page (petits chiffres en exposant, introduits par l'outil «  Source ») sont à placer entre la fin de phrase et le point final[comme ça].
- Les liens internes (vers d'autres articles de Wikipédia) sont à choisir avec parcimonie. Créez des liens vers des articles approfondissant le sujet. Les termes génériques sans rapport avec le sujet sont à éviter, ainsi que les répétitions de liens vers un même terme.
- Les liens externes sont à placer uniquement dans une section « Liens externes », à la fin de l'article. Ces liens sont à choisir avec parcimonie suivant les règles définies. Si un lien sert de source à l'article, son insertion dans le texte est à faire par les notes de bas de page.
- La présentation des références doit suivre les conventions bibliographiques. Il est recommandé d'utiliser les modèles {{Ouvrage}}, {{Chapitre}}, {{Article}}, {{Lien web}} et/ou {{Bibliographie}}. Le mode d'édition visuel peut mettre en forme automatiquement les références.
- Insérer une infobox (cadre d'informations à droite) n'est pas obligatoire pour parachever la mise en page.

Pour une aide détaillée, merci de consulter Aide:Wikification.
Si vous pensez que ces points ont été résolus, vous pouvez retirer ce bandeau et améliorer la mise en forme d'un autre article.
Pour les articles homonymes, voir Abigail.
Pour plus de détails, voir Fiche technique et Distribution.
Abigail est un court métrage américain de 2019 réalisé et produit par Max Hechtman et Christonikos Tsalikis. Le film a servi de thèse de fin d'études à Hechtman pour son baccalauréat en sciences du cinéma et des médias au Fashion Institute of Technology. Il est influencé par un scénario d'une scène du même nom de l'écrivain Jason K. Allen et s'inspire d'une histoire vraie traitant du sujet des décisions de fin de vie. 

## Projections
Le court métrage a été projeté pour la première fois dans le cadre du programme FIT Film and Media le 17 mai 2019. En raison de la pandémie de COVID-19, sa première projection publique a eu lieu virtuellement le 6 octobre 2020 au Long Island International Film Expo 2020, où il a remporté le prix du public et a été nommé pour le meilleur court métrage. Cela a été suivi par des projections au Point Lookout Film Festival le 31 mars 2021, au Golden Door Film Festival le 24 avril 2021, au Long Beach International Film Festival le 27 juillet 2021 et au Portland Film Festival le 6 octobre 2021,,,.

## Thématique
Un veuf solitaire et âgé a du mal à accepter la perte de sa femme et les circonstances entourant sa mort. Lorsqu'il visite sa tombe, il rencontre une fille qui lui montre le chemin de la guérison.

## Distribution
- Richie Allan : Elmer
- Elvira Tortora : Abigail
- Lauren Hart : une femme au cimetière
- Leilani Marie Vasquez : la fille

## Production

### Développement
Le scénario original de Jason K. Allen pour le film ne comprenait que la scène du cimetière. Lorsque Hechtman a choisi le scénario, le réalisateur de documentaires Josh Koury, son professeur de l'époque, l'a encouragé à le développer afin de répondre aux exigences du mémoire de fin d'études. Hechtman a travaillé en étroite collaboration avec sa mère, Meryl, le co-réalisateur Christonikos Tsalikis et la rédactrice en chef du scénario Miscelleana Tsalikis pour que l'histoire corresponde à la durée limite de 15 à 20 minutes requise pour la mission. Cela impliquait d'incorporer les détails sur la façon dont Abigail meurt et l'utilisation de flashbacks non linéaires, en utilisant l'adaptation cinématographique de The Notebook (2004) et la séquence d'ouverture du film Disney/Pixar Là-haut (2009) comme sources d'inspiration.

### Tournage
Le tournage a eu lieu à Merrick, NY et au cimetière All Faiths à Middle Village, NY du novembre 2018 au avril 2019.

### Post-production
La post-production du film a été achevée en août 2019.

## Réception
Jenna Reilly de Take 2 Indie Review a attribué 4 étoiles au film et a écrit qu'il « explore non seulement le fardeau émotionnel du deuil d'un être cher, mais donne également au spectateur un puissant message d' espoir . »

## Distinctions

### Récompenses
- Stage 32 5e concours annuel de courts métrages 2020 :
  - Quart de finaliste
- Long Island International Film Expo 2020 :
  - Prix du public
- Festival du film de Point Lookout 2021 :
  - Meilleur film

### Nominations
- Long Island International Film Expo 2020 :
  - Meilleur court métrage
  - Meilleur court métrage de Long Island
  - Meilleur réalisateur pour Max Hechtman et Christonikos Tsalikis
- Festival du film de Point Lookout 2021[8] :
  - Meilleur film local
  - Meilleur réalisateur pour Max Hechtman et Christonikos Tsalikis
  - Meilleur acteur pour Richie Allan
  - Meilleur scénario produit pour Jason K. Allen, Max Hechtman et Meryl Hechtman
  - Meilleure photographie pour Joe Daniele et Joe DeFelice
- "Hang Onto Your Shorts" Film Festival 2021[9] :
  - Meilleur drame